# Jack Swilling
John W. Swilling, detto Jack (Anderson, 1º aprile 1830 – Yuma, 12 agosto 1878), è stato un esploratore, imprenditore e pioniere statunitense, celebre soprattutto per essere stato il fondatore della città di Phoenix, in Arizona, nel 1867.
In realtà, altri avevano visto e descritto i canali hohokam abbandonati della regione, ma fu Jack Swilling che ebbe la visione per organizzare e creare il primo riuscito, moderno progetto di irrigazione nella Valle del Salt River in Arizona. La "Swilling Irrigating and Canal Company" diede avvio alla piccola comunità agricola di Phoenix, che da allora si è sviluppata in un'importante area metropolitana.
Swilling in precedenza ebbe un importante, ma per lo più dimenticato, ruolo nell'apertura alla colonizzazione delle zone montuose, prima inesplorate, dell'Arizona centrale. Le sue scoperte ebbero come risultato una grande corsa all'oro nella nuova area, e questo condusse a sua volta alla fondazione della prima Capitale Territoriale dell'Arizona nella città, nuova di zecca, di Prescott.
Chiunque abbia anche solo un vago interesse alla storia dell'Arizona Territoriale sa di Jack Swilling. Salta fuori in luoghi e ruoli diversi in quasi tutte le storie sui primi giorni territoriali, ma mai come una persona completa. All'inizio fu conducente di carri, cercatore d'oro, proprietario di miniere e di fabbriche, nonché proprietario di saloon e di sale da ballo. Fu anche un visionario, un costruttore di canali, agricoltore, proprietario di ranch, politico e funzionario pubblico. È notevole che tutto questo fu realizzato da Swilling mentre soffriva di periodi di dolore lancinante derivante da precedenti ferite.

## Biografia
Ci sono grandi lacune nella cronaca dei suoi primi anni, ma ecco ciò che si sa. Jack Swilling nacque il 1º aprile 1830, a Red House Plantation, Anderson (Carolina del Sud), da George Washington Swilling e Margaret Farrar Swilling, l'ottavo dei loro 10 figli. George Swilling era il figlio del direttore della piantagione, mentre Miss Farrar era la figlia del proprietario. Decisamente non un accoppiamento adeguato, così vi fu molta costernazione quando la giovane coppia fuggì insieme. Ci vollero tre anni perché i genitori di lei accettassero il legame.
Col tempo, George Swilling divenne proprietario della piantagione. Quando Jack Swilling aveva 14 anni la famiglia si trasferì dalla Carolina del Sud in Georgia. Tre anni più tardi lui e un suo fratello maggiore si arruolarono in un battaglione a cavallo di volontari della Georgia per il servizio militare durante la guerra messico-statunitense. Dopo il servizio oltremare — viaggiarono in Messico per nave — i due giovani ritornarono in Georgia. Jack Swilling allora scomparve dalla vista per un periodo, sebbene sia stato riferito che era in Georgia per il Natale del 1849.
I successivi eventi registrati della vita sono il suo matrimonio a Wetumpka (Alabama), nel 1852 con Mary Jane Gray e la nascita della loro figlia Elizabeth un anno dopo. Per sua affermazione, Swilling nel 1854 subì gravi ferite — un cranio fratturato e una pallottola inerte conficcata nella schiena — in circostanze ignote. Quelle ferite lo tormentarono per il resto della sua vita e lo condussero ad una dipendenza dalle droghe e dall'alcol. Nel 1856, nel suo 26º compleanno, accadde qualcosa che lo spinse a partire permanentemente per il West. Ci sono state un mucchio di speculazioni sulle ragioni per cui partì, ma non se ne sa effettivamente nulla.
C'è una pausa di oltre un anno nella cronaca, ma apparentemente si unì alla Leach Wagon Road Company a Fort Smith (Arkansas), nell'estate del 1857 come conducente di carri, rimanendo probabilmente con il lento convoglio di carri trainati da buoi fino al suo arrivo a Mesilla, Territorio del Nuovo Messico, quasi un anno dopo. Ora la sua pista diventa più facile da rintracciare, specialmente quando i primi giornali dell'Arizona cominciarono a registrare i suoi vari successi ed avventure.
Quelli anni tra l'arrivo di Swilling in Arizona nel 1858 e la fondazione dell'insediamento di Phoenix quasi un decennio dopo furono anni intensi e variegati, ed inclusero eventi abbastanza notevoli per la durata di una vita. Di seguito ecco alcuni momenti salienti.
Dopo il suo arrivo in Arizona, Swilling continuò direttamente il viaggio e finì nella California meridionale, dove si unì ad una corsa all'oro vicino a Los Angeles. Pochi mesi dopo fu attirato di nuovo in Arizona dalla corsa all'oro presso Gila City (appena a nord di Yuma) dove lavorò anche per la Overland Stage Company. Fu eletto capitano della compagnia di milizia dei “Gila Rangers” che era stata formata per la protezione contro le scorrerie degli Apache ai danni dei minatori e della compagnia di diligenze. I “Rangers” — con il sostegno della tribù amica dei Maricopa — fecero una spedizione nel gennaio 1860 tra gli inesplorati Monti Bradshaw dell'Arizona centrale per “castigare” gli scorridori Apache. Quella spedizione ebbe come risultato alcune notevoli scoperte: l'esistenza del fiume Hassayampa e tracce di ricchezze minerarie, compreso l'oro, in un'area che era anche molto adatta all'insediamento di ranch e fattorie. Tuttavia, a quell'epoca, la zona era troppo remota e pericolosa per lo sfruttamento.
Subito dopo, i depositi auriferi di Gila City si esaurirono e Swilling seguì il suo buon amico colonnello Jacob Snively a Pinos Altos, dove si dedicò sia all'attività mineraria che alla gestione di un saloon e di una sala da ballo. Quando l'Union Army si ritirò dal Territorio del Nuovo Messico (che comprendeva quella che è ora l'Arizona) all'inizio della Guerra di secessione, gli uomini di Pinos Altos formarono una compagnia di milizia che chiamarono Guardia dell'Arizona per la difesa contro gli attacchi degli Apache. Swilling fu eletto secondo in comando della compagnia, o primo luogotenente, e mantenne quel grado quando la Guardia dell'Arizona fu assorbita nell'Esercito ribelle, dopo che la Confederazione prese il controllo del Territorio del Nuovo Messico e lo divise creando il nuovo Territorio Confederato dell'Arizona.
Dopo un periodo trascorso nella difesa contro gli Apache e agendo come forza di polizia de facto per l'area intorno a Pinos Altos, Swilling guidò una parte della Guardia dell'Arizona che prese parte all'invasione confederata dell'area di Gadsden Purchase. Fu coinvolto nel famoso incidente al mulino di Ami White presso i villaggi Pima, quando fu catturato il capitano dell'Unione James McCleave. Non fu invece presente alla battaglia di Picacho Pass, malgrado successivi resoconti, poiché a quell'epoca era impegnato a scortare i prigionieri McCleave e White da Tucson a Mesilla.
Dopo il fallimento dell'invasione confederata del West, Swilling divenne un impiegato civile dell'Esercito degli Stati Uniti, prima come corriere a cavallo tra la colonna della California del generale James Carleton e le forze dell'Unione lungo il Rio Grande, e poi come scout in una campagna anti-Apache. Verso la fine di quell'impiego, Swilling incontrò la squadra esplorativa di Joseph R. Walker vicino a Pinos Altos quando guidava la cattura del temuto capo apache Mangas Coloradas. Convinse in breve Walker ed il suo gruppo che c'era oro tra gli altipiani centrali del nuovo Territorio dell'Arizona. Li guidò allora dove si era formato il primo distretto minerario della Contea di Yavapai, appena poche miglia a sud dell'attuale Prescott, il 10 maggio 1863. Lo chiamarono Distretto Minerario dei Pionieri, e le regole che adottarono furono le prime leggi scritte della zona.
Swilling lasciò la squadra di Walker subito dopo la formazione del Distretto Minerario dei Pionieri e si unì all'altra squadra esplorativa di Paulino Weaver/Abraham Peeples che arrivò nell'area subito dopo il gruppo di Walker. Fece una piccola fortuna con un'insolita miniera d'oro di superficie a Rich Hill tra Wickenburg e Prescott. Le notizie dei suoi successi si diffusero all'est quando due grosse pepite della concessione mineraria di Swilling mandate al generale Carleton furono spedite per la presentazione al presidente Abraham Lincoln.
In seguito, fu per un breve periodo comproprietario di un mulino a Tucson apparentemente in società con il suo vicino Charles T. Hayden. Stancandosi rapidamente di Tucson, ritornò nella contea di Yavapai dove fu cercatore di metalli, proprietario di miniere d'oro e di attività di laminazione dell'oro e agricoltore. In più ebbe la concessione per il servizio postale tra Prescott ed i villaggi Pima sotto la Valle del Salt River sul Gila River. Ma, soprattutto, ebbe poi l'ispirazione per creare la Swilling Irrigation and Canal Company che avrebbe riaperto la Valle del Salt River alla coltivazione.
In mezzo a tutta questa attività, Jack Swilling corteggiò e sposò una graziosa giovane messicana di discendenza spagnola di Trinidad Mejia Escalante. I dettagli del loro corteggiamento non sono registrati, ma Trinidad in effetti si lasciò dietro una storia romantica del loro primissimo incontro. La storia è quella di una bambina dai capelli biondi e gli occhi azzurri di 11 o 12 anni, con la testa coperta da un cappello a falde larghe per proteggere dal sole la sua carnagione chiara, che venne a Tucson da Hermosillo (Messico), in una carovana di carri con sua madre vedova. Nel raggiungere Tucson ed essendo ansiosa di vedere la loro nuova casa, Trinidad mise fuori la testa dal retro del carro coperto dove vide, e fu vista da, un gruppetto di “gringos” che passavano a cavallo. Quando uno dei cavalieri si fermò per guardarla con insistenza, lei era così imbarazzata che scappò di nuovo dentro il carro e a fianco di sua madre.
Quel “gringo” era Jack Swilling, e lo sentì vantarsi con i suoi compagni: “Io ho intenzione di sposare quella ragazza!” E lo fece, l'11 aprile 1864, nella Cattedrale di Sant'Agostino a Tucson quando Trinidad aveva circa 17 anni. Durante i successivi 14 anni ebbero sette figli naturali, cinque ragazze e due ragazzi, e adottarono due orfani apache, un ragazzo e una ragazza. Il 16 novembre 1867, fondò la Swilling Irrigating and Canal Company a Wickenburg. Subito dopo, un piccolo gruppo di uomini guidati da Jack Swilling iniziò la costruzione dei primi canali d'irrigazione dell'era moderna nella Valle del Salt River. L'estate successiva furono raccolte le prime colture di grano, orzo e granturco.
Swilling fece domanda per una sezione di quartiere a sud di Van Buren Street fra la 32a e la 36a Street per la sua fattoria. Vi costruì una casa in un normale stile di frontiera, due edifici separati da un passaggio coperto, a volte chiamato corsa di cani. Ciò che era insolito erano le dimensioni della casa. In un tempo in cui le tipiche case di frontiera erano di meno di 500 piedi quadrati (46 metri quadrati), la sua casa di nove stanze era di oltre 4.700 piedi quadrati (437 metri quadrati) e richiese 96.000 blocchi di adobe per la sua costruzione. La sua fattoria era un'attrazione locale, che mostrava uno stagno artificiale con anatre addomesticate, una vigna e un frutteto con una varietà di alberi da frutto.
Swilling fu coinvolto nella progettazione e costruzione di canali aggiuntivi, compreso il primo fossato a sud del Salt River in società con un vecchio conoscente e compagno d'affari, Charles Trumble Hayden, fondatore di Tempe e padre di Carl T. Hayden, per lungo tempo senatore dell'Arizona.
Nei primi tempi, Jack Swilling fu uno dei più eminenti esponenti dell'insediamento di Phoenix, di cui fu il primo direttore dell'ufficio postale e il primo giudice di pace. Comunque, una volta che Phoenix fu ben consolidata ed il cosiddetto “sito originale della città” fu collocato ad oltre tre miglia ad ovest dei suoi possedimenti, perse l'interesse e trasferì di nuovo la sua crescente famiglia verso i Monti Yavapai. Lì fece il minatore, l'agricoltore ed il proprietario di ranch nella ed intorno all'area di Black Canyon City finché, tragicamente, divenne sospettato di una rapina ad una diligenza vicino a Wickenburg.
Probabilmente il peggiore fraintendimento riguardo a Jack Swilling è il “fatto” più spesso ricordato; che morì in prigione dopo una condanna per quella rapina alla diligenza. Questa reminiscenza è tutt'altro che corretta. Egli morì effettivamente mentre era detenuto, ma non come criminale condannato. Morì infatti nel carcere della contea di Yuma (non nella prigione territoriale) per cause naturali mentre attendeva un'udienza per un'accusa inventata, e la sua innocenza fu stabilita subito dopo la sua morte.
In breve, i fatti dell'incarcerazione e della morte di Swilling sono questi: verso la primavera del 1878, lui e la sua famiglia stavano vivendo nella piccola comunità mineraria di Gillette, poche miglia a sud dell'odierna Black Canyon City. La sua salute si stava indebolendo, e la sua abitudine di bere era diventata un problema. Trinidad Swilling gli suggerì di fare un viaggio per recuperare e seppellire i resti del loro vecchio amico, il colonnello Jacob Snively, che era stato assassinato dagli Apache in un'area selvaggia chiamata White Picacho.
Mentre Swilling e due compagni erano impegnati in questo viaggio di “carità cristiana”, tre uomini incappucciati — uno alto, uno di taglia media ed uno basso — rapinarono una diligenza vicino a Wickenburg. Tragicamente questa descrizione corrispondeva a quella di Swilling e dei suoi compagni e così essi divennero sospettati della rapina. Anche la sua tendenza a raccontare storie pazzesche su di sé (perlopiù inventate) mentre beveva e la fama di tipo turbolento che si fece in questo modo, contribuì a far nascere i sospetti. Una serie di complicazioni legali lo portò a Yuma, dove morì nel carcere della contea mentre attendeva un'udienza. I veri rapinatori — guidati da un uomo che Swilling e gli altri avevano accusato pubblicamente — furono identificati solo dopo la morte di Swilling.
Il suo cadavere, ormai in rapida decomposizione, fu sepolto rapidamente in un cimitero di Yuma ben prima che la sua famiglia potesse essere avvisata. Se mai ci fu un'indicazione della tomba, è scomparsa da tempo e l'ubicazione precisa dei resti di Jack Swilling rimane quindi ignota.

## La fama dopo la morte e nella cultura di massa
Dopo la sua morte, l'immotivata reputazione di Swilling come uomo malvagio crebbe così velocemente che verso la fine del XIX secolo un eminente storico dell'Arizona avrebbe scritto di lui come di un “tipico desperado”. Vi furono voci in sua difesa, ma di scarsa utilità; i racconti malevoli seppellirono rapidamente i fatti.
È alquanto probabile che il colpo più crudele all'immagine di Swilling sia stata l'erronea interpretazione della sua unica fotografia conosciuta. A quello che era inteso come uno scherzo è stata data da allora un'interpretazione molto più sinistra. Possiamo solo supporre dove e quando fu fatta la foto, ma sappiamo in effetti perché. Trinidad Swilling anni dopo raccontò di come suo marito un giorno portò con sé il loro figlio apache adottivo dal fotografo, perché voleva posare come un uomo molto malvagio con la sua guardia del corpo indiana. Trinidad disse che suo marito voleva fare questo per prendersi gioco delle voci che lo dipingevano come un poco di buono, e per divertire la sua famiglia ed i suoi amici. Sfortunatamente, la foto da allora è stata presa alquanto sul serio, come indicazione della condizione di Swilling come di “un hombre malvagio”. Non a caso la versione più frequentemente pubblicata di questa foto è ritoccata e l'immagine del ragazzo cancellata.
In aggiunta alla foto, Swilling fornì altri contributi alla sua negativa leggenda. Secondo molti resoconti era un burlone e un contafrottole, e mentre beveva diffondeva storie inverosimili sulle sue imprese fra tutti quelli che ascoltavano. Questa, per esempio, è una delle ragioni per cui divenne un sospettato della rapina alla diligenza di Wickenburg.
Molto più importante, egli mentì sui dettagli della sua vita iniziale, in particolare sul suo primo matrimonio, cambiando la località del matrimonio dall'Alabama al Missouri e affermando che la sua prima moglie era morta, mentre invece l'aveva abbandonata. Queste false dichiarazioni sulla sua prima famiglia possono essere giustificate come un tentativo di proteggere dall'imbarazzo la sua seconda moglie (bigama a sua insaputa) ed i loro bambini, ma ciò aumentò grandemente la confusione sul suo passato e portò ad alcune delle favole pazzesche in seguito pubblicate su di lui.
Trinidad Swilling ricordava Jack come un marito ed un padre gentile con un solo serio difetto. Agli occhi di lei questo difetto derivava dalle sue ambizioni sempre mutevoli, che lo portavano a liquidare rapidamente proprietà di pregio ben al di sotto del loro vero valore per finanziare ogni eccitante nuova impresa. Per esempio vendette la sua preziosa proprietà di Phoenix per soli 3.000 dollari.
Gli amici ricordavano Jack Swilling come un uomo onesto, gran lavoratore e generoso, sempre pronto ad aiutare chi aveva bisogno di un pasto o di un posto per dormire. Si sapeva che metteva a rischio la propria vita per gli altri, correndo letteralmente in soccorso quando c'era bisogno di aiuto di fronte agli attacchi apache.
Non che Jack Swilling fosse un angelo, tutt'altro. Apparentemente aveva ucciso due uomini, una volta per autodifesa ed un'altra in un incidente. (Questo è comunque lontano mille miglia dalle dodici alle sedici vittime che alcuni gli hanno attribuito.) In un'altra occasione fu accusato di aggressione a scopo di omicidio quando frustò un uomo a Phoenix per aver “calunniato una signora”. Una giuria lo dichiarò non colpevole.
Alla fine, la sua abitudine di prendere una combinazione di narcotici e liquore per alleviare il dolore causato da vecchie ferite, rovinarono insieme la salute e la reputazione di Jack Swilling.
Al di fuori degli Stati Uniti, il personaggio di Jack Swilling non è molto conosciuto. In Italia, merita di essere citata una sua apparizione in una bella storia a fumetti di Tex Willer, scritta da Gianfranco Manfredi e disegnata da Fabio Civitelli. Nei numeri 585 (La grande sete) e 586 (Giochi di potere) della serie regolare, pubblicati rispettivamente a luglio e agosto del 2009, Tex e l'inseparabile pard Kit Carson si trovano alle prese con un losco speculatore di Phoenix, che con dighe, canali e fiumi deviati dal loro corso naturale intende monopolizzare l'acqua della regione a spese degli indiani Pima e dei piccoli agricoltori locali. Nella storia compare appunto, in veste di alleato dei due rangers, anche Jack Swilling.
Sebbene si tratti di una vicenda romanzata e con varie “licenze” narrative (ad esempio le avventure di Tex sono spesso collocabili tra il 1880 ed il 1885, quindi dopo la morte di Swilling avvenuta nel 1878), vi sono precisi e documentati riferimenti storici allo sviluppo delle opere di irrigazione nella Valle del Salt River e alle pesanti speculazioni che accompagnarono il processo (sia pure in un arco temporale più lungo rispetto a quello assai breve del fumetto), antesignane di molte moderne “guerre dell'acqua”.